# Батейко, Валерий Львович
Валерий Львович Батейко (21 сентября 1937, Москва — 14 ноября 2009, Москва) — советский и российский актёр, исполнитель ролей в опереттах и музыкальных комедиях. Народный артист Российской Федерации (2003). Солист Московского театра оперетты.

## Биография
Валерий Батейко родился в 1937 году в Москве.
Завершил обучение в Государственном институте театрального искусства — ГИТИС. В 1965 году поступил на службу в труппу Московского театра оперетты. Актёр, исполнитель музыкальных ролей в опереттах и комедиях. За время работы в театре исполнил десятки различных ролей в постановках.
В 2003 году Указом Президента Российской Федерации был удостоен звание «Народный артист Российской Федерации».
Проживал в Москве. Умер 14 ноября 2009 года. Похоронен на Преображенском кладбище Москвы.

## Награды и звания
- 1978 — Заслуженный артист РСФСР (27.01.1978)
- 1998 — Медаль ордена «За заслуги перед Отечеством» II степени (27.11.1998)[5];
- 2003 — Народный артист Российской Федерации (19.05.2003).
- 2010 — Благодарность Правительства города Москвы за большие творческие достижения в развитии театрального музыкального искусства (30.10.2007).

## Роли
- Пеликан — «Принцесса цирка» И. Кальмана;
- Леопольд — «Сильва» И. Кальмана;
- Бруайар — «Фиалка Монмартра» И. Кальмана;
- Дежурный по тюрьме — «Летучая мышь» И. Штрауса;
- Пенижек — «Марица» И. Кальмана;
- Герцог Ровиго — «Катрин» А. Кремера;
- Первый лорд Адмиралтейства — «Джейн» А. Кремера.

### Роли в кино
- 1970 — «Ураган» — парень (фильм-спектакль);
- 1975 — «Венский карнавал» — (фильм-спектакль);
- 1975 — «Девичий переполох» — пристав (фильм-спектакль);
- 1978 — «Мелодии из оперетт советских композиторов» — ведущий, гробовщик (фильм-спектакль);
- 1982 — «Праздник оперетты» — Зупан (фильм-спектакль);
- 1984 — «Летучая мышь» — Блинд (фильм-спектакль);
- 1986 — «И снова оперетта» — (фильм-спектакль);
- 1990 — «Мужчина моей мечты» — (фильм-спектакль).